# Pselaphelia marginata
Pselaphelia marginata är en fjärilsart som beskrevs av Abel Dufrane 1953. Pselaphelia marginata ingår i släktet Pselaphelia och familjen påfågelsspinnare. Inga underarter finns listade i Catalogue of Life.